# Marling (Südtirol)
Marling ([ˈmarlɪŋ]; italienisch Marlengo) ist eine italienische Gemeinde und ein Dorf in Südtirol südwestlich der Stadt Meran. Marling hat 2868 Einwohner (Stand 31. Dezember 2023).

## Geografie
Die Gemeinde befindet sich im Burggrafenamt am Westrand des Meraner Talkessels. Marling grenzt dort im Norden an Algund, im Osten an Meran und im Süden an Tscherms.
Das Dorfzentrum liegt auf der orographisch rechten Seite des Etschtals auf einer Höhe von 363 m in einer von Obstkulturen und Weinbergen geprägten Hanglage. Ostseitig erreicht das Gemeindegebiet im Talboden die Etsch. Im Westen steigt es über die Hänge des Marlinger Bergs auf rund 1800 m am Höhenrücken des Vigiljochs empor, der als Teil des Zufrittkamms den nordöstlichsten Ausläufer der Ortler-Alpen bildet.

## Geschichte
Das früheste urkundliche Schriftzeugnis ist von 1102 und lautet „Marnea“. Etymologie und Ausgangssprache des Wortes liegen im Dunkeln. Der Name geht womöglich über ein frühlateinisches *marneus auf vorlateinisch Marra (Erdrutsch, steiniges Flurstück) zurück.
Die weitere Genese des Toponyms (in Auszügen): 1141 „Merningen“ (siehe -ing), 1163 „Marnica“, 1164 „Merniga“, 1220 „Merning“, ab dem 15. Jh. fast nur mehr „Marling“.
Seit 1164 sind mit Konrad, Herbort und Ortolf eigene Ministerialen von Marling nachgewiesen. Im Jahr 1281 ist aus deren Deszendenz ein Schwiker von Marling (Swikerus de Marniga) als Bozener Urkundenzeuge genannt.
Marling gehörte bis zum Ende des Ersten Weltkriegs zum Gerichtsbezirk Meran und war Teil des Bezirks Meran.
Das Wasserkraftwerk Marling ging 1926 in Betrieb.
1974 wechselte die Fraktion Forst ihre Gemeindezugehörigkeit von Marling zu Algund.

## Politik

### Bürgermeister
Bürgermeister seit 1952:
- Johann Schwienbacher: 1952–1956
- Adolf Theiner: 1956–1969
- Josef Gamper: 1969–1980
- Karl Gögele: 1980–2005
- Walter Mairhofer: 2005–2020
- Felix Lanpacher: seit 2020

### Partnerschaften
- Gelnhausen in Deutschland (seit 1977)
- Kals am Großglockner in Österreich (seit 1984)

## Bevölkerung
Marling ist gemäß den erhobenen Sprachgruppenzugehörigkeitserklärungen bzw. Sprachgruppenzuordnungserklärungen eine mehrheitlich deutschsprachige Gemeinde. Als Berechnungsgrundlage der folgenden Prozentwerte wurden die gültigen Erklärungen von Personen mit italienischer Staatsbürgerschaft herangezogen.
| Sprache     | 1981    | 1991    | 2001    | 2011    | 2024    |
| ----------- | ------- | ------- | ------- | ------- | ------- |
| Deutsch     | 85,64 % | 87,87 % | 88,50 % | 86,41 % | 87,80 % |
| Italienisch | 14,31 % | 12,03 % | 11,26 % | 13,41 % | 12,00 % |
| Ladinisch   | 0,05 %  | 0,10 %  | 0,24 %  | 0,17 %  | 0,20 %  |

## Bildung
In Marling gibt es einen deutsch- und einen italienischsprachigen Kindergarten. Das einzige schulische Angebot in der Gemeinde ist die deutschsprachige Grundschule.

## Verkehr

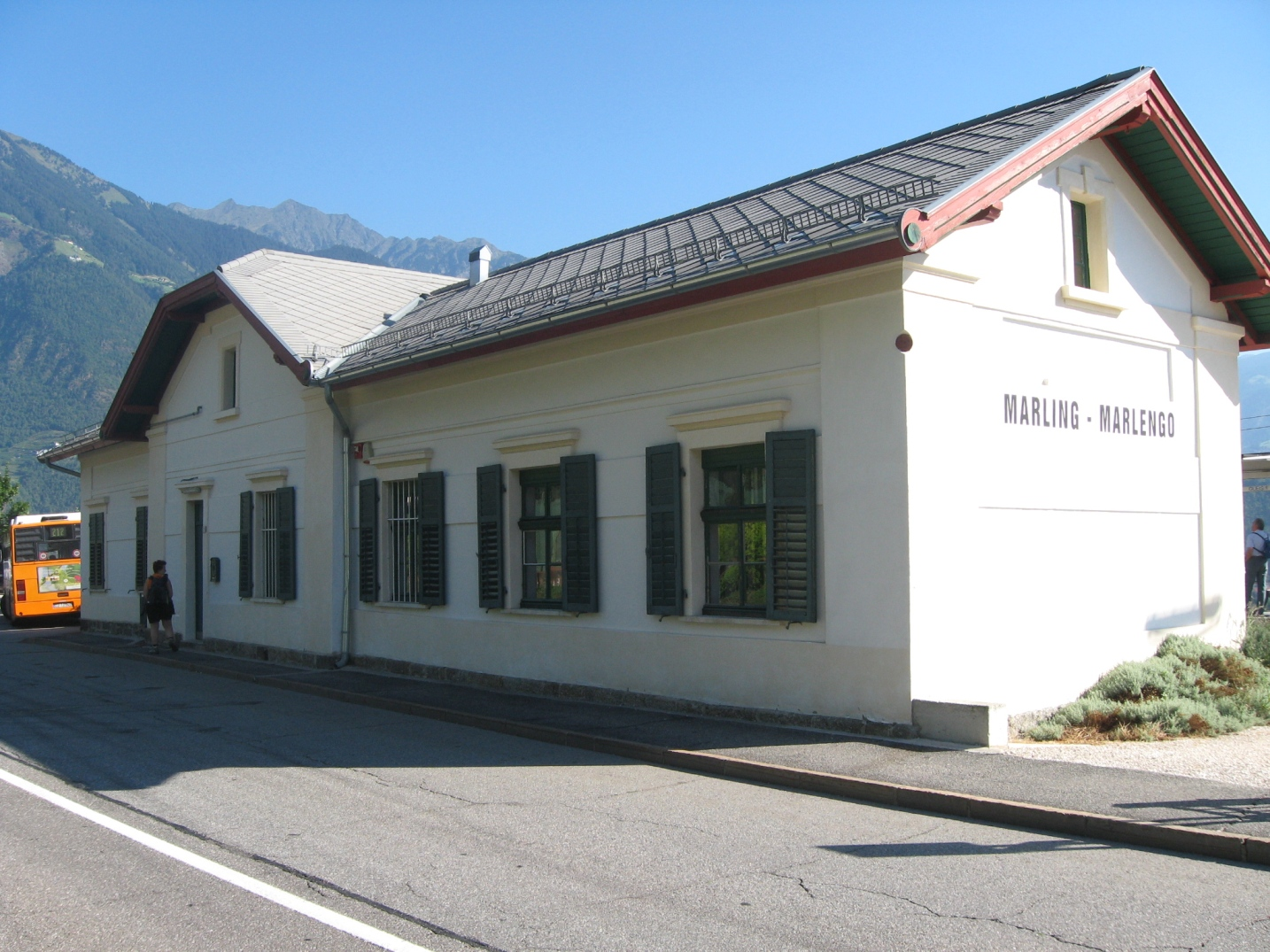
Bahnhofsgebäude in Marling

Die Hauptzufahrt zum Dorf erfolgt über die an der Gemeindegrenze zu Meran gelegene Ausfahrt Marling der Schnellstraße MeBo (Teil der SS 38), die gleichzeitig am Beginn der SS 238 liegt. Die Vinschgaubahn hält nach dem Start in Meran auch am Bahnhof von Marling, bevor sie weiter in Richtung Vinschgau fährt.
Bis 1950 gab es die Möglichkeit, mit der Straßenbahn Lana–Meran nach Meran zu fahren. Heute wird dieser Dienst von Autobussen ausgeführt.

## Sehenswürdigkeiten

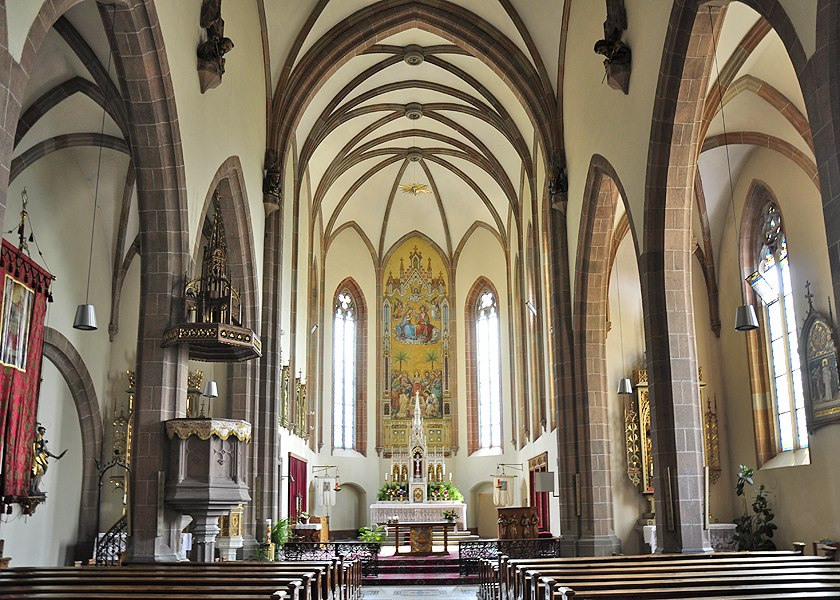
Inneres der Pfarrkirche Maria Himmelfahrt

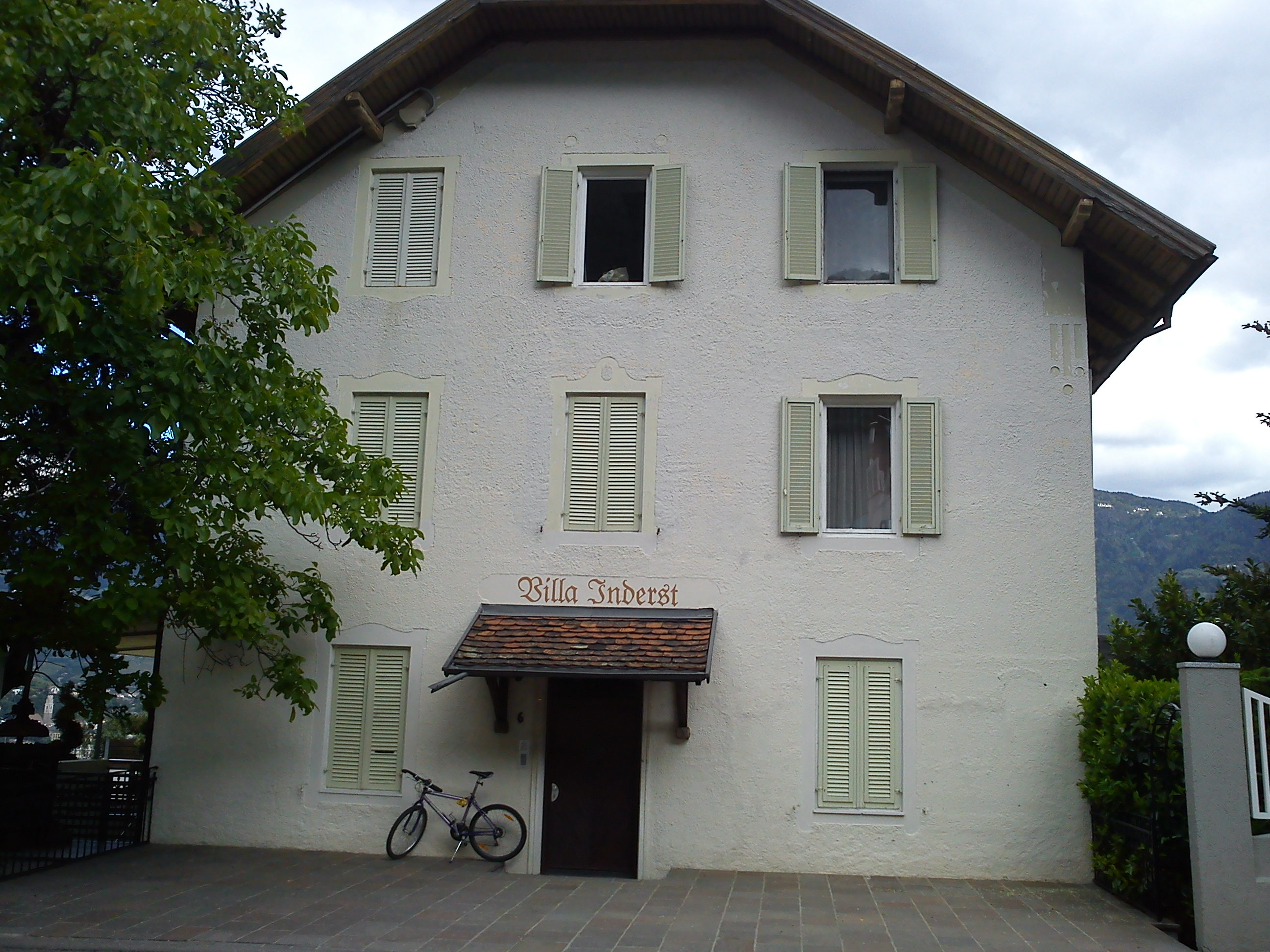
Ehemalige Villa Inderst (2010)

Der viel begangene Marlinger Waalweg führt oberhalb des Zentrums am Steilhang entlang und ermöglicht einen guten Einblick in den Marlinger Siedlungsraum. Der nahezu waagerechte Weg entlang des 12 km langen, künstlichen Wasserlaufs ist der längste dieser Art in Südtirol. Angelegt wurde der Waal von 1737 bis 1756 auf Anregung des Kartäuserklosters Allerengelberg, das ein Weingut in Marling besaß.
Die 1901 geweihte Marlinger Pfarrkirche Maria Himmelfahrt ist ein neugotischer Bau des 19. Jahrhunderts, der nach Plänen des Wiener Architekten Anton Weber vom Meraner Baumeister Peter Delugan ausgeführt wurde. Der Turm und die Seitenkapelle stammen noch aus der Erbauungszeit im 13. Jahrhundert. Die erste Erwähnung einer Pfarrei in Marling datiert auf das Jahr 1166. Franz Liszt schrieb ein Lied über die „Glocken von Marling“ nach einem Text von Emil Kuh (1828–1876). Die markante Silhouette der Marlinger Pfarrkirche war außerdem Vorbild für den Bau der Selsley Church in Gloucestershire. Ihr Bauherr, Samuel Marling, hatte Marling bei seinem Kuraufenthalt im Burggrafenamt in den 1860er Jahren besucht.
Daneben besteht noch die ursprünglich romanische, später gotisch erweiterte St.-Felix-Kirche.
Das Schloss Lebenberg oberhalb Marlings gehört zu den größten und schönsten Schlössern Südtirols. Es befindet sich in Privatbesitz und kann teilweise besichtigt werden. Eine weitere bedeutende Anlage ist der Ansitz Schickenburg.

## Wirtschaft
Die Gemeinde ist vor allem durch den Anbau von Tafeläpfeln und den Tourismus geprägt. Der im Ort ansässigen, 1937 gegründeten Obstgenossenschaft COFRUM gehören 260 Mitglieder aus Marling und dem benachbarten Tscherms an. Im Jahr 2008 wurde auf 600 Hektar ein Ertrag von 48.000 Tonnen erwirtschaftet. Die am häufigsten angebauten Apfelsorten sind Golden Delicious und Gala.
Die enge Verbindung zwischen Marling und dem Wein besteht seit Jahrhunderten. Allerorts finden sich historische Zeugnisse dafür, so bereits ab dem 12. Jahrhundert Aufzeichnungen über Weinzinse im Kelleramt. Oder der Bewässerungskanal mit dem Waalweg von der Töll nach Marling aus dem Jahr 1756, der von den Kartäusermönchen von Allerengelberg im Schnalstal für ihren Weinhof in Marling angelegt wurde. 2016 wurde der rund vier Kilometer lange WeinKulturWeg Marling (mit historischen Erläuterungen) angelegt. Er beginnt im Dorfzentrum und führt in einem Rundweg entlang wenig befahrener Dorfstraßen, vorbei an der Kellereigenossenschaft und zahlreichen Weinhöfen und zurück nach Marling.

## Persönlichkeiten
- Franz Innerhofer (1884–1921), Lehrer, Schulleiter, Faschismusopfer (s. Bozner Blutsonntag)
- Maridl Innerhofer (1921–2013), Mundartdichterin, Tochter von Franz Innerhofer
- Eugenio A. Beltrami (1930–1995), Sportgeräte-Entwickler, in Marling geboren
- Seppl Lamprecht (1969–2010), Politiker und Landtagsabgeordneter, wohnte in Marling
- Heinz Gamper (* 1949), Zitherspieler, Pianist, Akkordeonist